# ويليام كليفر ويلكينسون
ويليام كليفر ويلكينسون (بالإنجليزية: William Cleaver Wilkinson)‏ هو قس وصحفي وشاعر أمريكي، ولد في 19 أكتوبر 1833 في ويستفورد في الولايات المتحدة، وتوفي في 25 أبريل 1920.